# Bhabat
Bhabat é uma vila no distrito de Rupnagar, no estado indiano de Punjab.

## Demografia
Segundo o censo de 2001, Bhabat tinha uma população de 5794 habitantes. Os indivíduos do sexo masculino constituem 53% da população e os do sexo feminino 47%. Bhabat tem uma taxa de literacia de 68%, superior à média nacional de 59.5%; com 57% para o sexo masculino e 43% para o sexo feminino. 14% da população está abaixo dos 6 anos de idade.